# Australian Professional Championship
Australian Professional Championship – turniej snookerowy, w którym wyłaniany jest mistrz Australii w snookerze. Turniej stał się turniejem profesjonalnym i częścią trasy zawodowej w latach 1963–1978, a w latach 1984–1988 jako turniej nierankingowy. Rekordzistą jest Eddie Charlton, który ma na koncie piętnaście tytułów.
Jako jednorazowy wyjątek, w 1969 roku zorganizowano Australasian Professional Championship .

## Historia
Mistrzostwa Australii Zawodowców odbyły się po raz pierwszy w 1963 roku. Turniej odbywał się corocznie do 1978 roku. Turnieje odbywały się w różnych trybach, w tym w systemie każdy z każdym. Z trzynastoma z szesnastu tytułów, najwięcej tytułów w tym okresie zdobył Eddie Charlton, trzykrotny wicemistrz świata i australijski bohater lokalny. Pozostałe trzy turnieje wygrali Warren Simpson z dwoma tytułami i Norman Squire z jednym tytułem.  Po tym, jak Eddie Charlton w edycji z 1978 roku uzyskał najwyższego breaka turnieju, wynoszącego 138,  turniej tymczasowo odwołano. 
Od 1984 roku World Professional Billiards & Snooker Association promowało różne mistrzostwa krajowe, przywrócono także Mistrzostwa Australii Zawodowców. Podczas gdy pierwszą edycję wygrał Eddie Charlton, w kolejnych czterech edycjach zwyciężyli po dwa razy John Campbell i Warren King. Po zakończeniu sponsoringu przez WPBSA w 1989 r. turniej przerwano, podobnie jak większość innych krajowych mistrzostw zawodowych.

## Zwycięzcy
W pierwszym okresie część danych jest niekompletna.
| Rok                                          | Miejsce                                      | Zwycięzca                            | Wynik                                | Finalista                            | Sponsor                              | Sezon                                |
| Australian Professional Championship         | Australian Professional Championship         | Australian Professional Championship | Australian Professional Championship | Australian Professional Championship | Australian Professional Championship | Australian Professional Championship |
| -------------------------------------------- | -------------------------------------------- | ------------------------------------ | ------------------------------------ | ------------------------------------ | ------------------------------------ | ------------------------------------ |
| 1963 (I)                                     | Sydney – Bankstown RSL Club                  | Warren Simpson                       | 5:3                                  | Newton Gahan                         | –                                    | –                                    |
| 1963 (II)                                    | verschiedene Orte                            | Eddie Charlton                       | 46:45                                | Warren Simpson                       | –                                    | –                                    |
| 1964                                         | Sutherland – US Club                         | Norman Squire                        | każdy z każdym                       | Eddie Charlton                       | –                                    | –                                    |
| 1965                                         | brak danych                                  | Eddie Charlton                       | każdy z każdym                       | Warren Simpson                       | –                                    | –                                    |
| 1966                                         | Harbord – RSL Club                           | Eddie Charlton                       | 7:4                                  | Warren Simpson                       | –                                    | –                                    |
| 1967                                         | Sydney – Junior Rugby League Club            | Eddie Charlton                       | 7:1                                  | Warren Simpson                       | –                                    | –                                    |
| 1968                                         | Sydney – Junior Rugby League Club            | Warren Simpson                       | 11:10                                | Eddie Charlton                       | –                                    | –                                    |
| 1969                                         | Sydney – Junior Rugby League Club            | Warren Simpson                       | 8:3                                  | Eddie Charlton                       | –                                    | –                                    |
| 1969                                         | Auckland (Nowa Zelandia)                     | Eddie Charlton                       | 11:6                                 | Warren Simpson                       | –                                    |                                      |
| 1970                                         | Sydney – Heiron and Smith                    | Eddie Charlton                       | każdy z każdym                       | Warren Simpson                       | –                                    | 1970/71                              |
| 1971                                         | Sydney – Junior Rugby League Club            | Eddie Charlton                       | 11:7                                 | Warren Simpson                       | –                                    | 1971/72                              |
| 1972                                         | Sydney – Heiron and Smith                    | Eddie Charlton                       | 19:10                                | Gary Owen                            | –                                    | 1972/73                              |
| 1973                                         | Wagga Wagga – Wagga RSL                      | Eddie Charlton                       | 31:10                                | Gary Owen                            | –                                    | 1973/74                              |
| 1974                                         | Wagga Wagga                                  | Eddie Charlton                       | 44:17                                | Warren Simpson                       | –                                    | 1974/75                              |
| 1975                                         | brak danych                                  | Eddie Charlton                       | 31:10                                | Dennis Wheelwright                   | –                                    | 1975/76                              |
| 1976                                         | Melbourne – Dandenong Football Club          | Eddie Charlton                       | kl.                                  | Paddy Morgan                         | –                                    | 1976/77                              |
| 1977                                         | Melbourne – Golden Bowl Sports Centre        | Eddie Charlton                       | 25:21                                | Paddy Morgan                         | –                                    | 1977/78                              |
| 1978                                         | Grafton                                      | Eddie Charlton                       | 29:13                                | Ian Anderson                         | –                                    | 1978/79                              |
| Australian Professional Championship (WPBSA) |                                              |                                      |                                      |                                      |                                      |                                      |
| 1984                                         | Dubbo – RSL Club                             | Eddie Charlton                       | 10:3                                 | Warren King                          | Toohey’s Brewerey                    | 1984/85                              |
| 1985                                         | Sydney – Orange RSL                          | John Campbell                        | 10:7                                 | Eddie Charlton                       | Toohey’s Brewerey                    | 1985/86                              |
| 1986                                         | Wooloongong (Sydney) – studio WIN Television | Warren King                          | 10:3                                 | John Campbell                        | –                                    | 1986/87                              |
| 1987                                         | Sydney – Lakemba Services Memorial Club      | Warren King                          | 10:7                                 | Eddie Charlton                       | –                                    | 1987/88                              |
| 1988                                         | Sydney – Rooty Hill Retired Soldiers Club    | John Campbell                        | 9:7                                  | Robby Foldvari                       | –                                    | 1988/89                              |